# Andreas Strand
Andreas Strand (3 febbraio 1889 – 19 aprile 1958) è stato un ginnasta norvegese.

## Palmarès

### Olimpiadi
- Argento a Londra 1908 nel concorso a squadre.